# Argo (cane)
Argo (in greco antico: Ἄργος?, Árgos) è il cane di Odisseo (Odissea, XVII, 290-327).

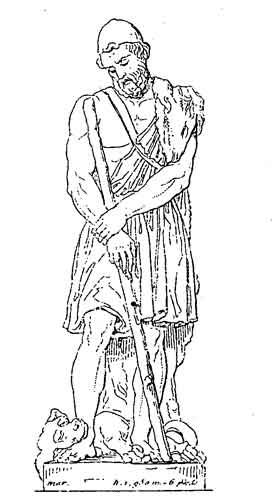
Odisseo e Argo

Allevato come cane da caccia dall'eroe prima di partire per Troia, nel poema di Omero compare in un passo, ad Itaca, soltanto nella terza e ultima parte: ormai vecchio, disteso «su cumuli di letame di muli e buoi addossato dinanzi all'ingresso», tormentato dalle zecche; ugualmente, vede subito il padrone Odisseo (travestito da mendicante) dopo averlo lungamente atteso nonostante la prolungata assenza, e agita la coda, abbassa le orecchie, non avendo la forza di avvicinarsi a lui. Argo allora viene «preso dalla nera morte per sempre, dopo essere riuscito a rivedere alla fine Odisseo dopo vent'anni», e Odisseo si asciuga di nascosto una lacrima (l'unica che versa dopo il suo ritorno ad Itaca), senza che Eumeo se ne accorga. Il cane Argo rappresenta la fedeltà nei confronti del padrone. 

## Argo riconosce o no Odisseo?
In merito alla questione del riconoscimento da parte di Argo di Ulisse, la esegesi di Vincenzo Di Benedetto riportata nelle note del testo dice :
Bensì Argo non riconosce inizialmente Ulisse ma riconosce il padrone solo dopo che Eumeo entrò nel palazzo circondato dai Proci